# Kuwaajuule
Kuwaajuule (auch: Kuuadzhule, Penisola Gangiule) ist eine Halbinsel in Somalia. Sie gehört politisch zu Jubaland und geographisch zu den Bajuni-Inseln, einer Kette von Koralleninseln (Barriereinseln), welche sich von Kismaayo im Norden über 100 Kilometer bis zum Raas Kaambooni nahe der kenianischen Grenze erstreckt.

## Geographie
Die Halbinsel bildet mit Kismaayo eine Art Abschluss der Bajuni-Inseln, da sie dem Land verbunden ist und nicht mehr zum selben Riffsaum gehört, wie die südlicheren Bajuni-Inseln. Im Umkreis der Halbinsel liegen zahlreiche kleine Inselchen, wie Matunga-iyo-Baaba, Smiid, Bishikaani und Salooto Feerde, sowie zahlreiche Felsen und Riffe.
Die Halbinsel selbst bildet im Norden mit Bishikaani und Salooto Feerde die Refuuji Bey und auch im Süden schnürt eine tiefe Bucht die Landenge ein. Raas Ogaden (Blankett Point) mit der Siedlung Qandal im Norden und Raas Matooni im Südosten sind die markanten Punte der Halbinsel, deren Hauptkörper sich, wie bei den anderen echten Riffinseln auch, von Norden nach Süden erstreckt und nach Art anderer Riffe mit zahlreichen Buchten und Klippen gegliedert ist.

## Klima
Als Klima herrscht heißes Steppenklima mit Monsuneinfluss.